# Olaf Koens
Olaf Koens (Châtillon-sur-Seine, 1985) is een Nederlandse journalist en correspondent voor RTL Nieuws voor het Midden-Oosten. Daarvoor was hij verslaggever in Rusland en de voormalige Sovjet-Unie. Dit deed hij voor de Volkskrant en RTL Nieuws. Daarnaast is hij de schrijver van de boeken Koorddansen in de Kaukasus, Oorlog en Kermis en Paarden vliegen businessclass.

## Levensloop
Koens studeerde filosofie in Groningen en Brussel , maar maakte die studie niet af en begon zijn correspondentschap vanuit Moskou in 2007. Koens schreef in die hoedanigheid onder andere voor het ANP, het Belgische Knack, Het Financieele Dagblad en verschillende Russische media. Hij werd in 2014 door het vakblad Villamedia uitgeroepen tot Journalist van het Jaar.

## Bestseller 60
| Boeken met noteringen in de Nederlandse Bestseller 60 | Jaar van verschijnen | Datum van binnenkomst | Hoogste positie | Aantal weken | Opmerkingen |
| ----------------------------------------------------- | -------------------- | --------------------- | --------------- | ------------ | ----------- |
| Oorlog en kermis                                      | 2015                 | 23-09-2015            | 13              | 4            |             |
| Paarden vliegen businessclass                         | 2019                 | 09-10-2019            | 48              | 1            |             |
| Alle Oekraïners die ik ken                            | 2022                 | 02-11-2022            | 25              | 1            |             |

- Gemeinsame Normdatei: 1232456705
- International Standard Name Identifier: 0000 0003 9674 6896
- Nederlandse Thesaurus van Auteursnamen: 34177393X
- Virtual International Authority File: 291709173